# Retencija (medicina)
Retwncija, u medicini, je zadržavanje neke tjelesne tekućine zbog nemogućnosti da se ona izluči, na primjer retencija mokraće pri mehaničkoj zaprjeci zbog povećane prostate ili kljenuti mišićja stijenke mokraćnoga mjehura zbog oštećenja živaca (lat. retentio urinae), retencija stolice zbog anatomske ili funkcijske zaprjeke pražnjenju crijeva (lat. retentio alvi). Također, zaustavljen prodor zuba kroz desni tijekom denticije, zaustavljeno spuštanje testisa u mošnju i njegovo zadržavanje u trbušnoj šupljini (kriptorhizam).